# 小川町駅 (東京都)
小川町駅（おがわまちえき）は、東京都千代田区神田小川町一丁目にある、東京都交通局（都営地下鉄）新宿線の駅。駅番号はS 07。

## 接続駅
以下の路線とは連絡運輸がなされており、乗り換えが可能である。
- 東京地下鉄（東京メトロ）
  -  丸ノ内線 - 淡路町駅
  -  千代田線 - 新御茶ノ水駅

## 歴史
- 1980年（昭和55年）3月16日：開業。
- 2007年（平成19年）3月18日：ICカード「PASMO」の利用が可能となる[2]。

## 駅構造
島式ホーム1面2線を有する地下駅。
小川町駅の淡路町方面改札のすぐ隣に丸ノ内線淡路町駅の改札がある。丸ノ内線と誤乗する客が多かったため、のりばの番号を淡路町駅からの続きで3・4番線としている。 そのため、当駅には1・2番線が存在しない。

### のりば
| 番線 | 路線       | 行先              |
| ---- | ---------- | ----------------- |
| 3    | 都営新宿線 | 新宿・ 京王線方面 |
| 4    | 都営新宿線 | 本八幡方面        |

（出典：都営地下鉄:駅構内図）

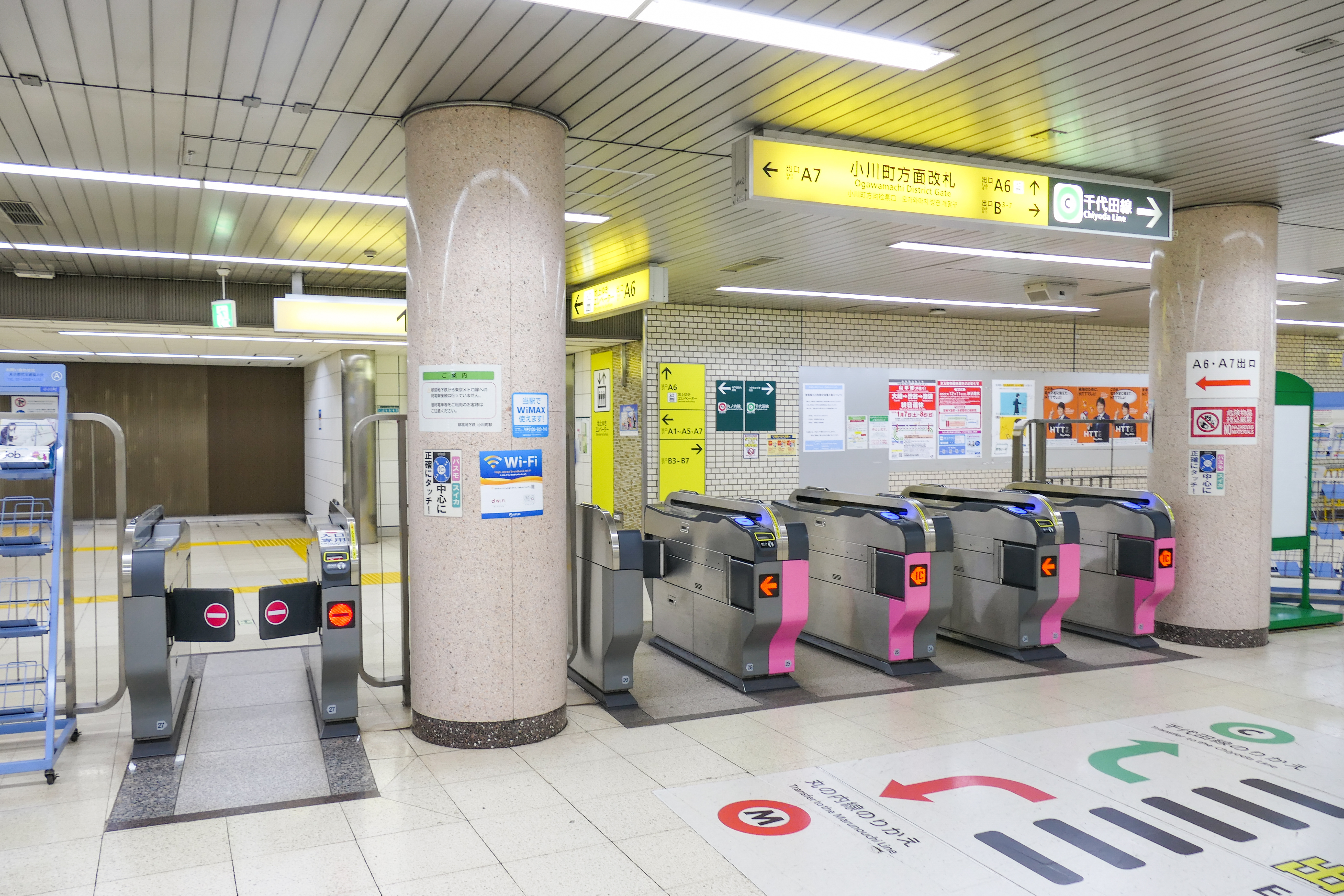
小川町方面改札（2022年11月）
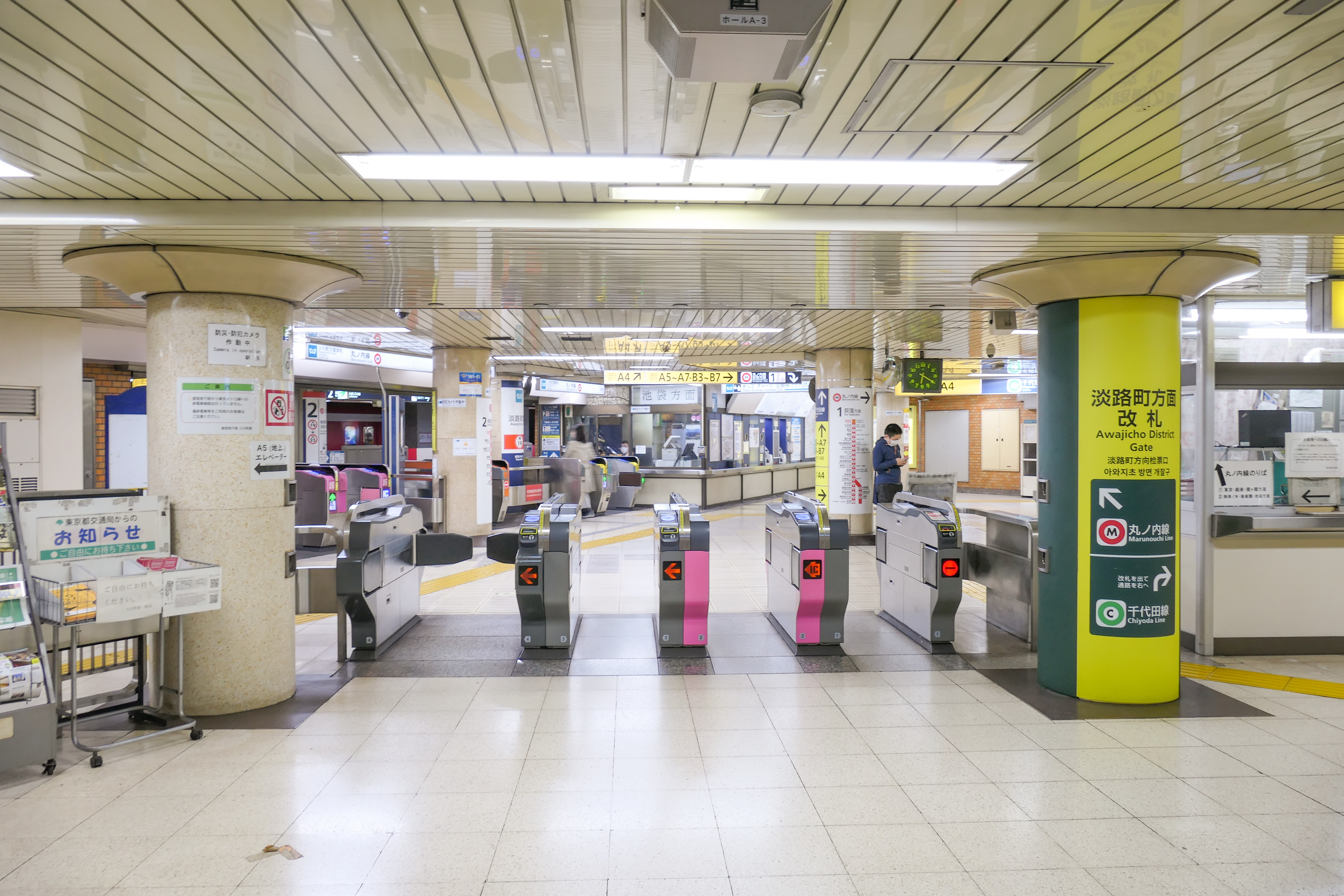
淡路町方面改札（2022年11月）
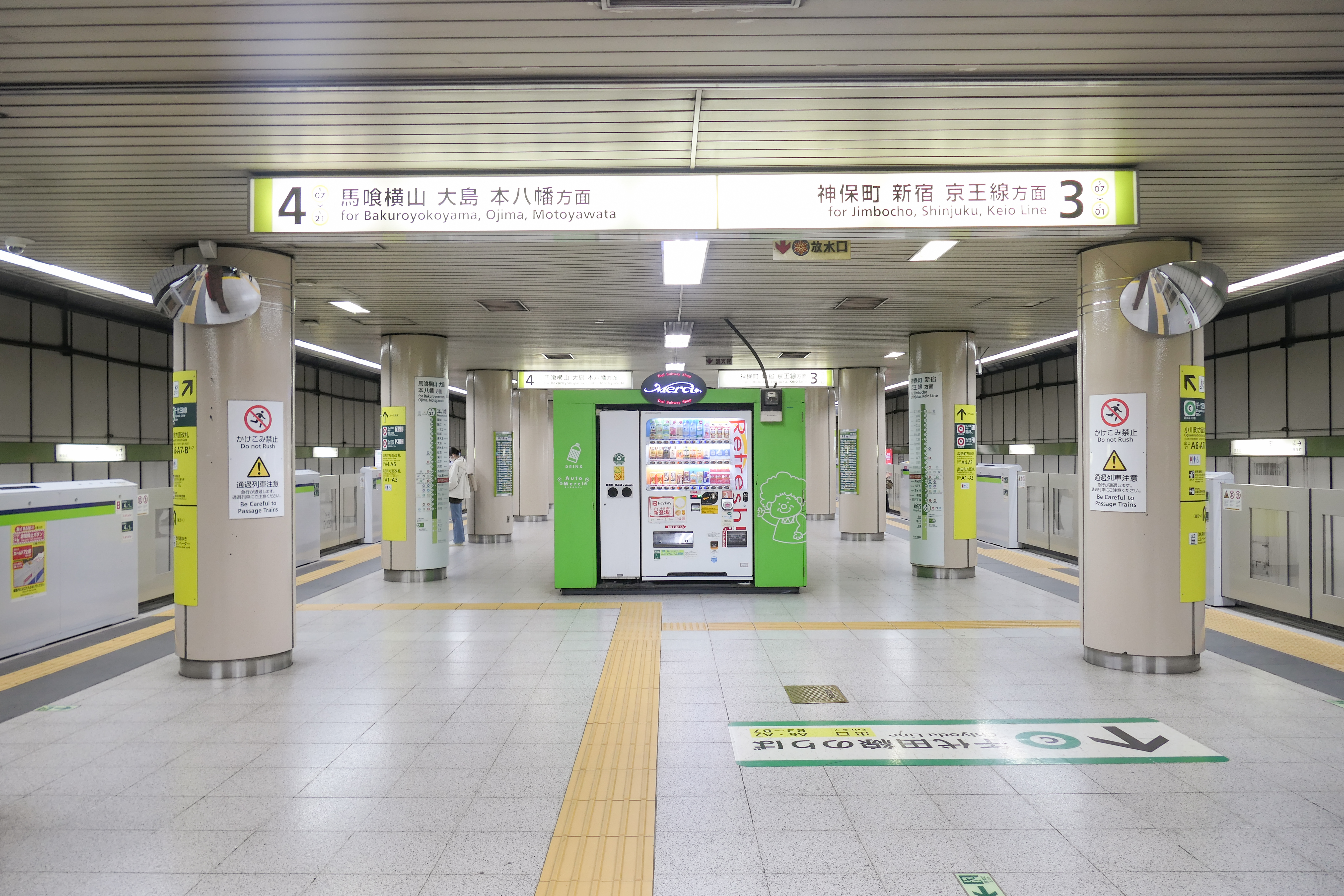
ホーム（2022年11月）

### 駅設備
- ファミリーマート（新宿寄り改札外）

## 利用状況
2023年（令和5年）度の1日平均乗降人員は69,171人（乗車人員：34,341人、降車人員：34,830人）である。
近年の1日平均乗降・乗車人員の推移は下表の通り。
| 年度               | 1日平均 乗降人員 | 1日平均 乗車人員 | 出典     |
| ------------------ | ---------------- | ---------------- | -------- |
| 1990年（平成02年） |                  | 41,058           | [ * 1 ]  |
| 1991年（平成03年） |                  | 41,530           | [ * 2 ]  |
| 1992年（平成04年） |                  |                  | [ * 3 ]  |
| 1993年（平成05年） |                  | 41,575           | [ * 4 ]  |
| 1994年（平成06年） |                  | 41,389           | [ * 5 ]  |
| 1995年（平成07年） |                  | 39,962           | [ * 6 ]  |
| 1996年（平成08年） |                  | 39,041           | [ * 7 ]  |
| 1997年（平成09年） |                  | 38,704           | [ * 8 ]  |
| 1998年（平成10年） |                  | 38,721           | [ * 9 ]  |
| 1999年（平成11年） |                  | 37,429           | [ * 10 ] |
| 2000年（平成12年） |                  | 36,537           | [ * 11 ] |
| 2001年（平成13年） |                  | 34,134           | [ * 12 ] |
| 2002年（平成14年） |                  | 33,833           | [ * 13 ] |
| 2003年（平成15年） | 64,285           | 31,760           | [ * 14 ] |
| 2004年（平成16年） | 62,688           | 30,819           | [ * 15 ] |
| 2005年（平成17年） | 62,179           | 30,466           | [ * 16 ] |
| 2006年（平成18年） | 62,800           | 30,647           | [ * 17 ] |
| 2007年（平成19年） | 65,973           | 32,392           | [ * 18 ] |
| 2008年（平成20年） | 66,547           | 32,879           | [ * 19 ] |
| 2009年（平成21年） | 65,971           | 32,787           | [ * 20 ] |
| 2010年（平成22年） | 65,212           | 32,426           | [ * 21 ] |
| 2011年（平成23年） | 64,205           | 31,931           | [ * 22 ] |
| 2012年（平成24年） | 64,048           | 31,919           | [ * 23 ] |
| 2013年（平成25年） | 65,690           | 32,722           | [ * 24 ] |
| 2014年（平成26年） | 66,850           | 33,332           | [ * 25 ] |
| 2015年（平成27年） | 68,012           | 34,112           | [ * 26 ] |
| 2016年（平成28年） | 69,453           | 34,625           | [ * 27 ] |
| 2017年（平成29年） | 72,113           | 35,966           | [ * 28 ] |
| 2018年（平成30年） | 73,552           | 36,689           | [ * 29 ] |
| 2019年（令和元年） | 74,725           | 37,333           | [ * 30 ] |
| 2020年（令和02年） | 54,567           | 27,215           |          |
| 2021年（令和03年） | 55,919           | 27,884           |          |
| 2022年（令和04年） | 62,423           | 31,014           |          |
| 2023年（令和05年） | 69,171           | 34,341           |          |

## 駅周辺
- 神田駅 - 東日本旅客鉄道（JR東日本）山手線・京浜東北線・中央線（快速）・東京地下鉄銀座線
- 警視庁神田警察署
- 千代田区役所神田公園出張所
- 千代田区立千代田小学校
- 神田淡路町郵便局
- 神田錦町郵便局
- 正則学園高等学校
- 錦城学園高等学校
- KANDA SQUARE
- ワテラス
- シンコーミュージック・エンタテイメント
- 靖国通り
- 外堀通り
- マーチエキュート 神田万世橋 - 2006年5月14日に閉館した交通博物館の跡地にオープン。
- 秋葉原 - A3出口より道なりに沿って直進した場所にある。

### バス路線
- 日立自動車交通
  - 「小川町交差点」停留所（A7出入口付近）
    - 風ぐるま 内神田ルート：かんだ連雀・万世橋出張所・岩本町一丁目・区営内神田住宅方面

## その他
2019年（平成31年）3月16日より東京メトロ副都心線の東武東上線との直通運転区間が、埼玉県比企郡小川町に所在する当駅と同名の小川町駅まで延長されたため、以降は東京の地下鉄路線図で2つの「小川町」が記載されることとなり、新宿三丁目駅からは両駅に1本で向かうことができる。
PASMOやSuicaでの履歴では、埼玉県の小川町駅との区別のため、「都小川町」と表記される。

## 隣の駅
東京都交通局（都営地下鉄）
 都営新宿線
■急行
通過
■各駅停車
神保町駅 (S 06) - 小川町駅 (S 07) - 岩本町駅 (S 08)